# Анцута, Михаил Иероним
Михаил Иероним Анцута герба собственного (бел. Michał Hieronim Ancuta; ум. после 1724) — религиозный и государственный деятель Великого княжества Литовского; великий духовный секретарь литовский в 1713—1724 годах, каноник латеранский, препозит варшавский и боженцинский.